# Камкова, Ксения Анатольевна
Ксе́ния Анато́льевна Камко́ва (род. 5 декабря 2002 года) — российская гимнастка. Мастер спорта России по спортивной гимнастике. По состоянию на 2018 год входит в резерв основного состава сборной команды России по этому виду спорта.

## Биография

### 2018
Выступая в апреле 2018 года на проходившем в Казани чемпионате России по спортивной гимнастике, завоевала серебро на бревне. Кроме того, была 9-й в командном многоборье, 10-й в личном многоборье, 8-й в опорном прыжке и 8-й в вольных упражнениях.